# 7 Days to End with You
《7 Days to End with You》是日本獨立開發者Lizardry製作的解謎遊戲，遊戲先後於iOS、Android、Steam等平台上線。故事講述失憶者在未知房間醒來，礙於語言無法與面前的紅髮女交流。為了搞清楚狀況，失憶者開始在房間中探索並嘗試學習當地語言。遊戲以獨特玩法獲得評論員稱讚，同時遊戲難度也備受詬病。

## 遊戲內容

對白的第二個單詞上方有玩家在單詞表上的備註「沒關係」

《7 Days to End with You》採取解謎遊戲的遊玩方式。玩家扮演失憶的主人公在未知房間醒來，礙於語言無法與面前的紅髮女交流。為了搞清楚狀況，玩家須探索和與紅髮女交流以學習當地語言。玩家擁有一張當地語言的單詞表，可隨時記錄對某單詞的理解，或用顏色標記對單詞的印象，記錄的文字內容也會在探索或對話中遇到時以註解方式顯示。玩家可探索的範圍只有一座房子，探索時點擊物品，紅髮女會在一旁告之代表物品的單詞，玩家在部分場景可以選擇任意單詞回應紅髮女。遊戲時間只有七天，每天晚上主人公都會做夢，嘗試回憶起某些特定的單詞。七天後遊戲會迎來結局，根據玩家在七天內的行動和在觸發事件後的選擇，會進入不同結局。結局之後會自動開啟新一輪遊戲，單詞表之前的記錄會保留。

## 開發
Lizardry過去曾在一家社交遊戲公司擔任遊戲策劃，離職後開發遊戲成為他的業餘愛好。自從製作的小遊戲獲得廣告收益後，Lizardry就開始轉型為全職獨立遊戲開發者，在創作《7 Days to End with You》之前的半年內，他就開發了六款遊戲累積製作和發行經驗。Lizardry開發的作品以廣告變現的方式盈利為主，作品在累積到一定玩家後，每月也擁有了一定的固定收入。在確保收入後，Lizardry才計劃開發《7 Days to End with You》這款買斷制遊戲。遊戲由Lizardry一人使用遊戲引擎Unity開發，遊戲音樂來自網絡上免費的可商用素材，開發耗時三個月。作品的靈感源於Lizardry高中時期的一次旅遊經歷，在新潟乘坐前往北海道小樽的渡輪中，Lizardry和一個說英文的外國人成為朋友，雖然Lizardry英文水平很差，但是這次經歷讓他意識到交流未必需要懂得對方的語言，更重要的是雙方有「交流的熱情」。這個經歷讓Lizardry想開發一款關於語言解謎的作品。
此前市面上沒有類似的遊戲，Lizardry須自行構思遊戲系統。在參考了點擊冒險遊戲和美少女遊戲的玩法後製作了遊戲原型，但是在表達「理解的單詞」上遇到了困難，後來從旁註標記獲得靈感，增加了翻譯備註系統這種核心玩法。為了控制遊戲難度和增加玩法趣味，單詞數量從一開始180個減少到130個，每句對話最多只用到三個單詞，玩法設計也參考了嬰兒學習單詞的方式，設計了如點擊物品詢問物品名字的互動方式。
《7 Days to End with You》是Lizardry首款登陸電腦端的遊戲，本來Lizardry並沒有讓遊戲登陸任天堂Switch的計劃，一方面是因為任天堂Switch的開發門檻較高，另一方面是因為遊戲玩法需要不斷輸入文字未必合適任天堂Switch。在和PLAYISM接觸後，Lizardry才開啟遊戲移植到任天堂Switch的專案。任天堂Switch版調整了原版的結局，並增加新結局，遊戲通關後可以解鎖畫廊模式，日文以外的翻譯也有所改善。

## 發行
《7 Days to End with You》於2022年1月24日在App Store和Google Play發佈，同年2月7日在Steam推出。11月10日，任天堂YouTube頻道的獨立遊戲介紹節目「Indie World」預告遊戲將於2023年第一季度登陸任天堂Switch，遊戲由PLAYISM負責發行。2023年1月26日，遊戲在任天堂Switch發佈，同日PLAYISM接管Steam的發行工作，Steam版的遊戲內容也同步更新了任天堂Switch新增內容。

## 評價
遊戲在2022年獲得日本遊戲大獎的「最佳遊戲設計獎」第二名，INDIE Live Expo Awards的「最佳遊戲玩法獎」，2023年獲得Fami通·電擊遊戲大獎2022的「Fami通·電擊特別獎」。
遊戲的創新玩法設計獲得評論員正面的評價，不少評論員都認為遊戲的有趣之處就是逐漸解讀文字意思時帶來的滿足感。部分評論員認為遊戲難度過高，評論員田中一弘在Gamer發文直言遊戲體驗就像在看一本外文書，遊戲有一定難度，須耗費頗多時間才能通關。Appget評論員高野京介也提到遊戲的初期體驗會有較大挫敗感，須不斷試錯。3DM評論員伊東則認為遊戲難度適中，遊戲的多週目承繼解讀內容的設計有效控制了難度，遊戲中虛構語言的設計邏輯源於英文，有英文基礎的玩家可以更容易解讀內容。
遊戲的美術獲得不同的評價，高野京介稱讚遊戲的像素風和女主角設計有吸引力。伊東表示遊戲的角色美術雖然不精緻，但是「成功且形象地向玩家传达着一切必要的信息」，玩家從角色的表情和動作中能體會到對方的感情，也刺激玩家去理解對方話語想傳達的意思。

## 外部連結
- 官方网站（简体中文）
- 7 Days to End with You的X（前Twitter） （日語）